# Душиц Немањић
Душман Немањић (око 1308 — између 1314 и 1321) је био старији син Стефана Дечанског, који је заједно са оцем прогнан 1314. године у Цариград. Често је поистовећиван са Душаном услед помена деминутивног облика „Душица“ уместо имена будућег српског цара код архиепископа Данила.

## Биографија

### Име
Старија историографија, позивајући се на речи архиепископа Данила, односно његовог настављача који је уметнуо побуну Стефана Дечанског у Житије краља Милутина, сматрала је да је Душман био млађи Стефанов син по имену „Душица“. Међутим, најстарија издања Даниловог зборника помињу „Душмана и Душица“. Такво именовање Стефанових синова наилазимо и у свим родословима и летописима. Дејан Јечменица је појаснио да је „Душица“ у ствари деминутив од Душана, млађег Стефановог сина који ће 1331. године бити крунисан за српског краља, а 1346. године за српског цара. Душман, који је сваки пут навођен пре Душана, био је старији брат.

### Рођење
Душман је био син српског краља Стефана Дечанског и Теодоре Смилец (Палеолог). Обично се узима да се Теодора удала за Стефана око 1306. године. Архиепископ Данило описује женидбу Стефана Дечанског недуго пре него што му је Милутин доделио област Зете на управу. Како се данас, захваљујући повељи краља Милутина бенедиктанској опатији Свете Марије Ратачке, зна да је Стефан дошао на управу у Зети марта 1306. године, рођење Душмана треба сместити у период убрзо након овог догађаја, а свакако пре 1308. године када се сматра да је рођен Душан. Поред тога, Душман и Душан су били у „другом младосном узрасту“ приликом прогонства у Цариград. Ове године обухватају доб између пет и четрнаест година што потврђује да је Душман рођен између 1306. и 1308. године.

### Прогонство у Цариград
Душман је, заједно са оцем и братом, прогнан у Цариград након Стефанове неуспешне побуне против оца. Према мишљењу Радослава Грујића, Теодора је остала у Србији. Стефана је на побуну подстакла зетска властела. Претпоставља се да је разлог Стефанове буне обнова одредбе Дежевског споразума да Милутина наследи Владислав, син његовог брата Драгутина, чиме је Стефан отпао као могући наследник српског престола. Према речима архиепископа Данила и Григорија Цамблака, након неуспешне побуне, Стефан је ослепљен и прогнан у Цариград, код византијског цара Андроника II Палеолога, Милутиновог таста. Цамблак пише да је Стефан боравио у Манастиру Христа Пантократора. О боравку Стефанових синова у Цариграду биографи нису оставили више података.

### Смрт
Стефан Дечански се у Србију вратио са једним сином, Душаном, кога је Милутин као таоца задржао након што је сину дао на управу будимљанску област. Старији син Душман умро је у Цариграду. Гијом Адам, барски надбискуп који је 1332. године саставио спис посвећен крсташкој идеји француског краља, иначе изразити противник српске династије Немањића, доноси нам причу како је Стефан Дечански сам убио свога сина пошто је овај сазнао да му отац није у потпуности ослепљен. Међутим, У сведочења Гијома Адама не може се у потпуности веровати, те и исказ о Душмановој смрти треба довести у питање.

### Представе на средњовековним фрескама
Душман је представљен на Лози Немањића у заједничкој припрати цркава у Манастиру Пећка Патријаршија. На тој фресци он се налази далеко од свог оца, а његово попрсје израста из гране на којој стоји краљ Душан. Има двоструки крст у  десној руци и отворени венац на глави.
Душман је такође насликан и на Лози Немањића у Цркви Христа Пантократора у Манастиру Дечани. Тамо је представљен у виду попрсја дечака од десетак година, које израста из гранчице која се одваја од главне гране на којој стоји цар Стефан Душан. Душман на овој представи нема никакве инсигније. И на овој лози је удаљен од свог оца.

## Породично стабло
|  |                                                 |  |  |  |  |  |  |  |  |  |  |  |  |  |  |  |
|  | 8. Стефан Урош I                                |  |  |  |  |  |  |  |  |  |  |  |  |  |  |  |
|  |                                                 |  |  |  |  |  |  |  |  |  |  |  |  |  |  |  |
|  |                                                 |  |  |  |  |  |  |  |  |  |  |  |  |  |  |  |
|  | 4. Стефан Милутин                               |  |  |  |  |  |  |  |  |  |  |  |  |  |  |  |
|  |                                                 |  |  |  |  |  |  |  |  |  |  |  |  |  |  |  |
|  |                                                 |  |  |  |  |  |  |  |  |  |  |  |  |  |  |  |
|  | 9. Јелена Анжујска                              |  |  |  |  |  |  |  |  |  |  |  |  |  |  |  |
|  |                                                 |  |  |  |  |  |  |  |  |  |  |  |  |  |  |  |
|  |                                                 |  |  |  |  |  |  |  |  |  |  |  |  |  |  |  |
|  | 2. Стефан Урош III                              |  |  |  |  |  |  |  |  |  |  |  |  |  |  |  |
|  |                                                 |  |  |  |  |  |  |  |  |  |  |  |  |  |  |  |
|  |                                                 |  |  |  |  |  |  |  |  |  |  |  |  |  |  |  |
|  | 1. Стефан Душан                                 |  |  |  |  |  |  |  |  |  |  |  |  |  |  |  |
|  |                                                 |  |  |  |  |  |  |  |  |  |  |  |  |  |  |  |
|  |                                                 |  |  |  |  |  |  |  |  |  |  |  |  |  |  |  |
|  | 6. Смилец                                       |  |  |  |  |  |  |  |  |  |  |  |  |  |  |  |
|  |                                                 |  |  |  |  |  |  |  |  |  |  |  |  |  |  |  |
|  |                                                 |  |  |  |  |  |  |  |  |  |  |  |  |  |  |  |
|  | 3. Теодора Смилец                               |  |  |  |  |  |  |  |  |  |  |  |  |  |  |  |
|  |                                                 |  |  |  |  |  |  |  |  |  |  |  |  |  |  |  |
|  |                                                 |  |  |  |  |  |  |  |  |  |  |  |  |  |  |  |
|  | 14. Константин Палеолог (полубрат Михаила VIII) |  |  |  |  |  |  |  |  |  |  |  |  |  |  |  |
|  |                                                 |  |  |  |  |  |  |  |  |  |  |  |  |  |  |  |
|  |                                                 |  |  |  |  |  |  |  |  |  |  |  |  |  |  |  |
|  | 7. Смилцена                                     |  |  |  |  |  |  |  |  |  |  |  |  |  |  |  |
|  |                                                 |  |  |  |  |  |  |  |  |  |  |  |  |  |  |  |
|  |                                                 |  |  |  |  |  |  |  |  |  |  |  |  |  |  |  |
|  | 15. Ирина Комнин                                |  |  |  |  |  |  |  |  |  |  |  |  |  |  |  |
|  |                                                 |  |  |  |  |  |  |  |  |  |  |  |  |  |  |  |
|  |                                                 |  |  |  |  |  |  |  |  |  |  |  |  |  |  |  |